# Латур дю Пен Гуверне, Жан-Фредерик де
Жан-Фредерик де Латур дю Пен Гуверне (фр. Jean-Frédéric de La Tour du Pin Gouvernet; 22 марта 1727, Гренобль — 9 флореаля II года Республики / 28 апреля 1794, Париж), граф де Полен — французский генерал, государственный секретарь по военным делам.

## Биография
Сын Жана де Латур дю Пен Гуверне, графа де Полена, кампмейстера Бурбонского кавалерийского полка, и Сюзанны де Латур дю Пен де Лаклюз.
После смерти своих кузенов в 1775 году стал главой дома Латур дю Пен.
20 октября 1741 вступил корнетом в Бурбонский кавалерийский полк, с которым присоединился к войскам в Вестфалии, где провел зиму. Его подразделение участвовало в Богемском походе, оказании помощи Браунау, снабжении Эгера и походе на Шмидтмилль.
Лейтенант (14.04.1743), участвовал в обороне ряда крепостей в Баварии и закончил кампанию на берегах Рейна. В следующем году был при отвоевании Висамбура, Лаутерских линий, деле под Хагенау и осаде Фрайбурга. 2 декабря 1744 получил роту в своем полку. Зимой командовал ею на Нижнем Рейне, в июне 1745 полк присоединился к Фландрской армии, стоял лагерем под Мобёжем и Шьевром, и участвовал в осаде Ата.
В 1746 году Латур дю Пен командовал ротой при осаде Брюсселя и в битве при Року, в 1747-м в битве при Лауфельде и осаде Берген-оп-Зома, в 1748-м при осаде Маастрихта. После заключения мира его часть была расформирована, а сам он 1 февраля 1749 был произведен в полковники пехоты и 20-го получил под командование полк королевских гренадер.
В начале Семилетней войны в 1757 году командовал гренадерским полком в битве при Хастембеке, взятии Миндена, оккупации Ганноверского курфюршества и сдаче Клостерсевена. 3 января того года стал рыцарем ордена Святого Людовика, а 6 октября получил Гиенский полк, которым командовал до конца войны, участвуя в обороне побережья.
Бригадир (20.02.1761), командир Пьемонтского полка (1.12.1762), кампмаршал (25 07.1763). Служил в Нормандии, затем в Бретани, в 1778 году стал вторым командующим в провинциях Они, Пуату и Сентонж, а 5 декабря 1781 был произведен в генерал-лейтенанты и назначен главнокомандующим в тех же провинциях.
27 марта 1789 был избран депутатом Генеральных штатов от сенешальства Сента. Сторонник реформ, одним из первых в составе меньшинства дворян присоединился к третьему сословию. Стал военным министром в первом конституционном кабинете, сформированном ночью 4 августа 1789, и 28 августа 1789 сложил депутатские полномочия.
Пытался восстановить порядок и дисциплину в войсках, где рядовые проявляли все большее недовольство офицерами, и провести реформы, согласно постановлениям Ассамблеи от 28 февраля, 21 марта, 26 июня и 7 июля 1790, ввел в войсках трехцветное знамя (30 июня 1790). Получив чрезвычайные полномочия для подавления возмущения трёх полков в Нанси, направил туда маркиза де Буйе, 31 августа 1790 года потопившего выступление недовольных в крови. После этого министр подвергся нападкам со стороны якобинцев. 14 сентября принял меры для снабжения пограничных крепостей, но 20 октября все распоряжения кабинета были денонсированы парижскими секциями. На следующий день Латур дю Пен вместе с прочими министрами подал королю прошение об отставке. Людовик XVI уговорил членов правительства не покидать его в сложной ситуации, но 10 ноября парижские секции потребовали отставки графа де Полена и 16-го он покинул свой пост.
23 октября 1790 генеральный совет Марселя предложил Ассамблее подвергнуть Латур дю Пена преследованию, «чтобы добиться удовлетворения за клевету этого министра в адрес секций, которых он обвинил в сговоре с целью помешать отправке Вексенского полка, тогда как они не имели другой цели, кроме как ускорить эту отправку». Жан-Фредерик укрылся в Англии, но процесс над Людовиком XVI заставил его вернуться, чтобы попытаться выступить в защиту короля с позиций бывшего конституционного министра.
Поселился у своего кузена маркиза де Гуверне в Отёе, где 6 мая 1793 был впервые арестован, но вскоре отпущен. 31 августа был снова арестован, после чего предстал в качестве свидетеля на процессе Марии Антуанетты, которой пытался помочь своими показаниями. Затем был обвинен в резне в Нанси и роспуске тридцати тысяч «патриотичных солдат», уволенных со службы с позорными желтыми картушами.
9 флореаля II года был передан революционному трибуналу, добавившему бывшему министру тяжкое обвинение в восстановлении практики lettres de cachet, при помощи которых были задержаны офицеры Даву и Мюскар. В тот же день был приговорен к смерти и гильотинирован вместе со своим кузеном Филиппом-Антуаном, а также графом д’Эстеном и герцогом де Вильруа.

## Семья
1-я жена (1753): Мари-Тереза Бийе (ум. 9.04.1754)
2-я жена (22.03.1755): Сесиль-Маргерит-Серафина де Гино де Монконсей (1733—1821), дочь Этьена Гино, маркиза де Монконсея, генерал-лейтенанта, и Сесиль-Терезы-Полины де Риу де Кюрзе
Дети:
- Сесиль-Сюзанна (24.02.1756—10 03.1793). Муж (4.02.1777): маркиз Огюстен-Луи-Шарль де Ламет (1755—1837), сенатор
- Фредерик-Серафен (6.01.1759—26.02.1837), маркиз де Латур дю Пен, пэр Франции. Жена (1787): Генриетта-Люси Дийон (1770—1853)